# Contraband Police
Contraband Police — компьютерная игра, разработанная студией Crazy Rocks и изданная PlayWay. Релиз состоялся 8 марта 2023 года. Сюжет игры разворачивается в местности Карикатка в вымышленном коммунистическом государстве Акаристан, время действия Contraband Police — 1980-е годы. По своей задумке игра схожа с Papers, Please, но в отличие от последней, Contraband Police выполнена в 3D и имеет значимую шутер-составляющую.
В игре используется выдуманный язык, напоминающий польский и южнославянские языки. На нём говорят персонажи, написан текст на плакатах, логотипах и так далее.
Существует бесплатная демонстрационная версия игры под названием Contraband Police Prologue.

## Сюжет
Главный герой — офицер полиции (на выдуманном внутриигровом языке Polizka) Акаристанской Народной Республики. Он вступает в должность на погранпосте Карикатки в 1981 году. События игры разворачиваются в течение месяца. Игроку в ходе прохождения игры предоставляется выбор между правительством и повстанцами.
В игре присутствуют четыре фракции: правительство Акаристана и подчинённая ему полиция, банда местного влиятельного бандита — Оберанкова, освободительная организация «Кровавый Кулак».

## Игровой процесс
Действие игры происходит на одной карте — в вымышленной местности Карикатка, где расположено множество зданий с различными функциями.

### Погранпост

Процесс поиска контрабанды (виден символ змеи в ультрафиолете).
Интерфейс: справа сверху видно звание игрока и его состояние, справа снизу видны подсказки в управлении, слева снизу видно положение игрока в транспорте

Игровой процесс сосредоточен на работе офицера пограничной службы. Каждый въезжающий автомобиль останавливается на специальной площадке, где водитель передаёт документы для проверки. В начале игры обязанности игрока ограничиваются проверкой паспорта и поиском контрабанды, но по мере продвижения открываются новые документы и дополнительные задачи.
Для обнаружения контрабанды можно использовать информационную доску с ориентировками, размещённую рядом с въездной площадкой. По сюжету контрабанду провозит преступная организация, символом которой является змея. Его можно заметить с помощью ультрафиолетового фонаря. При обнаружении контрабанды игрок использует различные инструменты в зависимости от её предполагаемого местонахождения. В конце каждой смены главный герой должен либо самостоятельно доставить изъятую контрабанду в полицейский участок, чтобы избежать переполнения склада, либо вызвать автозак. Иногда водители пытаются прорваться через границу, не предъявляя документы и таранит шлагбаум.
Пограничный пост может подвергнуться нападению банды Оберанкова. В таких случаях игроку предстоит взять в руки оружие и отразить атаку.
Также предусмотрена система улучшений пограничного поста, которая предоставляет различные бонусы и облегчает выполнение служебных обязанностей.

## Разработка и выпуск
Разработка игры началась в 2017 году, когда студия Crazy Rocks оказалась на грани банкротства. Тогда разработчики обратились за поддержкой к издателю PlayWay S.A., и совместно с инвесторами была выбрана тема будущего проекта. Изначально над игрой трудилась команда из трёх человек. По первоначальному плану релиз должен был состояться уже через год, однако каждый раз к сроку сдачи разработчики не успевали, и выход игры неоднократно откладывался.
В декабре 2017 года был опубликован первый трейлер, в котором демонстрировалась ранняя версия механики проверки документов. В январе 2018 года вышел второй трейлер, где показана погоня пограничников за контрабандистами. В феврале и мае того же года были представлены геймплейные трейлеры с демонстрацией механик по поиску и изъятию контрабанды, а также задержанию нарушителей. 
Спустя три года после начала разработки основатель студии Станислав Громадовский назвал Contraband Police «проектом всей своей жизни» и решил вложить в него весь накопленный опыт.
Релиз Contraband Police состоялся 8 марта 2023 года на Windows.
Позже студия выпустила бесплатное обновление, добавившее в игру режим свободной игры. Первоначально его релиз планировался на май 2023 года, однако обновление вышло лишь в начале октября.

## Оценки и продажи
| Сводный рейтинг    | Сводный рейтинг |
| Агрегатор          | Оценка          |
| ------------------ | --------------- |
| Metacritic         | 77/100          |
| OpenCritic         | 78/100          |
| Иноязычные издания |                 |
| Издание            | Оценка          |
| Eurogamer          | 8/10            |

### Оценки
Игра получила «в основном положительные» отзывы, согласно сайту-агрегатору Metacritic.
Дмитрий Кривов из iXBT.games в своём обзоре отмечает «захватывающий геймплей», интересную атмосферу и историю, в том числе и дополнительные задания, но критикует «устаревшую лет 10 назад» графику, отсутствие свободного режима, а также игровую условность, из-за которой границу пересекают только транспорты с одним пассажиром-мужчиной, без женщин и детей.

### Продажи
К маю 2023 года было продано более 250 000 копий игры.

### Комментарии
1. ↑  Карикатка — регион Акаристанской Народной Республики[5].